# Балаклавська битва
Балаклавська битва відбулася 13 (25) жовтня 1854 і була однією з найбільших битв Кримської війни 1853–1856 років між союзними силами Великої Британії, Французької імперії і Османської імперії з одного боку, і військами Російської імперії — з іншого.
Битва відбулася в долинах на північ від Балаклави, обмежених невисокими Федюхіними горами, Сапун-горою і річкою
Чорною.
Три визначні події битви, що не дали залишитися їй другорядною: захист шотландців від наступу росіян (також називається «тонкою червоною лінією», в США трансформувалася в тонку синю лінію), атака важкої британської бригади, яка, проти очікування, обернулася успіхом, і атака легкої британської бригади, проведена лордом Кардіганом після серії непорозумінь і яка призвела до великих втрат.
Битва не стала вирішальною. Британці згорнулися поблизу Севастополя, а росіяни зберегли свої гармати і позицію.

## Розташування військ та сили супротивників

Розташування військ

У жовтні російські війська наблизилися до союзної Балаклавської бази.
Місто і порт Балаклава, розташовані за 15 км на південь від Севастополя, були базою британського експедиційного корпусу в Криму. Удар російських військ по позиціях союзників коло Балаклави міг, у разі успіху, привести до деблокування обложеного Севастополя і до зриву постачання британців.
Російський загін під командуванням генерала від інфантерії Павла Ліпранді, налічував близько 16 тисяч чоловік і включав Київський і Інгерманландський гусарські, Уральський і Донський козацькі, Дніпровський і Одеський піхотні полки і ряд інших частин і підрозділів. Генерал Ліпранді обіймав посаду заступника головнокомандувача російськими військами в Криму князя Олександра Меншикова.
В середині вересня 1854 року на горбах навколо зайнятої Балаклави союзні війська побудували 4 редути (3 великі і один менший), які обороняли розміщені там за розпорядженням лорда Раглана османські війська. На кожному редуті знаходилося по 250 османських солдатів і по 1 британському артилеристові. Артилерією, проте, були озброєні лише 3 великі редути. У Балаклаві розташовувався табір і військові склади союзних військ. Британців зневажливо обходилися зі своїми османськими союзниками, піддавали їх тілесним покаранням, обмежували раціон харчування за щонайменші проступки. Сили союзників, в основному представлені британськими військами, включали дві кавалерійські бригади. Бригада важкої кавалерії під командуванням бригадного генерала Джеймса Скарлетта складалася з 4 і 5 гвардійських драгунських, 1, 2 і 6 драгунських полків (5 двох-ескадронних полків, усього 800 чол.) і розташовувалася на південь, ближче до Балаклави. Північні позиції, ближче до Федюхіних гір, займала бригада легкої кавалерії, що включала 1 уланський полк, 2 гусарські і 2 полки легких драгунів (Загалом — 5 полків двоескадронного складу, всього 700 чол.). Командував легкою бригадою генерал-майор лорд Джеймс Кардіган. У легкій кавалерії, що вважалася елітним родом військ, служили представники відомих аристократичних родин Великої Британії. Загальне командування британською кавалерією здійснював генерал-майор граф Джордж Лукан. У битві брали участь також французькі і османські підрозділи, але їх роль була незначною. Кількість військ союзників становила близько двох тисяч чоловік. Британським експедиційним корпусом командував генерал-лейтенант лорд Фіцрой Раглан, французьким, — дивізійний генерал Франсуа Канробер.

## Перебіг битви
Битва почалася ще до світанку, близько п'ятої ранку. Росіяни штиковою атакою вибили османські війська з редуту № 1, розташованого на південному фланзі на Кадикойських висотах, і вбили близько 170 османів. Три редути, що залишилися, розташовані на північ і північний захід, були кинуті османами без бою. Османські війська, панічно втікаючи, не привели в непридатність артилерію, що розташовувалася на редутах, і росіянам як трофей дісталося дев'ять британських гармат. Британцям довелося зупиняти відступаючих османів силою зброї.
Захопивши редути, при спробі подальшого розвитку атаки з метою виходу до Балаклави, росіяни наштовхнулися на найсильніший опір важкої кавалерії Джеймса Скарлетта і 93-го шотландського піхотного полку баронета Коліна Кемпбелла. Для того, щоб прикрити занадто широкий фронт атаки російської кавалерії, Кемпбелл наказав своїм солдатам вишикуватися в шеренгу по двоє, замість передбаченої статутами в таких випадках шеренги по четверо. Слова наказу Кемпбелла і відповідь на них його ад'ютанта Джона Скотта увійшли до британської військової історії:
- Наказу до відходу не буде, хлопці. Ви повинні померти там, де перебуваєте.
- Так, сер Колін. Якщо знадобиться, ми це зробимо.
Кореспондент «Таймс» описав потім шотландський полк у цей момент як «тонку червону смужку, що нащетинилася сталлю». З часом цей вираз став сталим словосполученням «тонка червона лінія», що означає оборону з останніх сил.
Атака російських військ була відбита. Генерал Ліпранді вважав, що на цьому денне завдання виконане.

## Атака легкої кавалерійської бригади

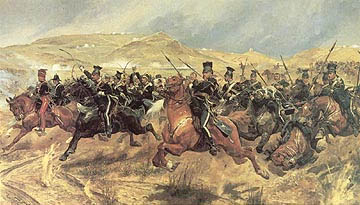
Атака легкої бригади. Картина Річарда Вудвіля.

Але лорд Фіцрой Раглан був украй невдоволений втратою дев'ятьох гармат на початку бою і віддав наказ, який призвів до трагічних наслідків. Текст цього наказу лордові Джоржу Лукану, записаний генерал-квартирмейстером Р. Єрі, свідчив:
«Лорд Фіцрой Раглан бажає, щоб кавалерія швидко пішла в наступ на супротивника, що знаходиться перед нею, і не дозволила йому відвезти в тил гармати. Батарея кінної артилерії може супроводжувати. Французька кавалерія на вашому лівому фланзі. Негайно. Р. Єрі».
У тлумаченні наказу сталося непорозуміння. Але це не зупинило його виконання. Результатом стала лобова атака бригади легкої кавалерії на потужну артилерійську батарею у глибині російських позицій, по трикілометровій долині, під убивчим перехресним вогнем артилерії і піхоти, що знаходилися з обох боків на височинах уздовж усієї долини. З першої лінії вершників до російських позицій прорвалися лише близько 50 чоловік. У ході двадцятихвилинної атаки, що почалася в 12:20, загинуло 129 британських кавалеристів, а сумарно вийшли з ладу до двох третин атакуючих. Залишки бригади, тим не менш, зуміли організовано відійти на вихідні позиції.
Один з учасників битви, французький генерал П'єр Боске сказав фразу, що увійшла до історії, — «Це було чудово, але так не воюють». Менш відома кінцівка фрази свідчила «Це було божевіллям».
Словосполучення «атака легкої кавалерії» (або «атака легкої бригади») стало крилатим виразом в англійській мові, таким, що означає відчайдушно сміливі, але приречені дії.

## Підсумки битви

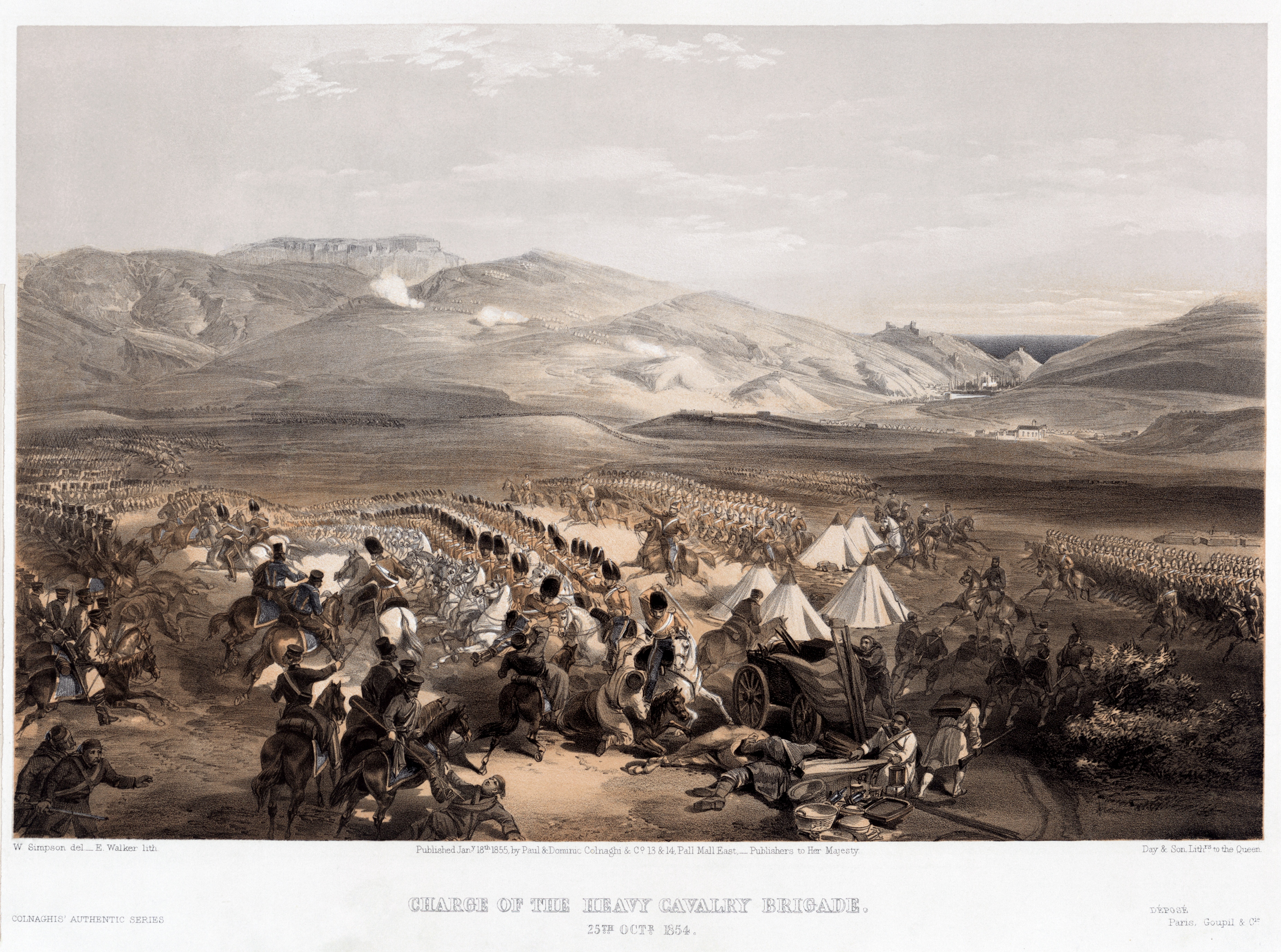
Битва кавалеристів

До кінця бою супротивники залишилися на своїх ранішніх позиціях. З боку союзників загинуло: британців — 547 осіб, французів — 23 осіб, османи — 170 осіб. Загальне число поранених союзників невідоме, але тільки османів в ході битви було поранено понад 300 осіб. Втрати росіян убитими і пораненими — 617 осіб. Деякі західні джерела, що приводять втрати союзників близько 600 осіб, не враховують істотні втрати османського експедиційного корпусу, який в ході Балаклавської битви був повністю деморалізований і більше, як самостійна бойова одиниця, в ході війни не використовувався. Окремі підрозділи османського експедиційного корпусу надавалися британським і французьким частинам як допоміжні, і використовувалися в основному для будівництва оборонних споруд і перенесення вантажів.
Росіяни не змогли в ході Балаклавської битви досягти поставленої мети — розгромити британський табір і перервати постачання британських військ. Тим не менш, підсумком битви стала відмова союзників від ідеї захоплення Севастополя штурмом і перехід до позиційної облоги.